# Philipp Buder
Philipp Buder (* 17. Juli 1990 in Cottbus) ist ein deutscher Schauspieler.

## Leben
Seine Ausbildung zum Schauspieler absolvierte Philipp Buder von 2011 bis 2015 an der Hochschule für Film und Fernsehen Potsdam-Babelsberg. Von 2017 bis 2022 war er festes Mitglied des Ensembles der Landesbühne Niedersachsen Nord in Wilhelmshaven. Zuvor wirkte er am mehreren Theaterinszenierungen in Cottbus, Potsdam, Berlin und Bern mit. Ab 2023 folgten Gastengagements am Deutschen Schauspielhaus in Hamburg sowie beim Grips-Theater in Berlin.
Buder ist auch als Filmschauspieler und Sprecher tätig.
2014 wurde er beim Treffen deutschsprachiger Schauspielstudenten für seine Darstellung des Kaspar mit dem Förderpreis ausgezeichnet.

## Theater  (Auswahl)
- 2011: Frühlings Erwachen. Regie: Rudi Piesk[5]
- 2013: Kaspar. Regie: Fabian Gerhardt[5]
- 2013: Wellen. Regie: Barbara Bürk[5]
- 2014: Ladies Night. Regie: Andreas Rehschuh[5]
- 2015: Und alles auf Krankenschein. Regie: Anatol Preissler[6]
- 2018: Feuer aus den Kesseln. Regie: Michael Uhl[7]
- 2018: Yvonne, Prinzessin von Burgund. Regie: Olaf Strieb[5]
- 2018: Schimmelreiter (UA). Regie: Gernot Plass[8]
- 2018: The Black Rider. Regie: Olaf Strieb[5]
- 2019: Sein Oder Nicht Sein (To Be Or Not To Be). Regie: Uwe Cramer[5]
- 2019: Caligula. Regie: Robert Teufel[9]
- 2019: Die Mausefalle. Regie: Franziska Ritter[5]
- 2020: Der Sturm. Regie: Gernot Plass[10]
- 2021: Der kaukasische Kreidekreis. Regie: Sascha Bunge[5]
- 2021: Der goldne Topf. Regie: Robert Teufel[11]
- 2022: Jedermann (stirbt). Regie: Tim Egloff[12]
- 2023: Die acht Oktavhefte. Regie: Thom Luz[13]
- 2023: Linie 1. Regie: Tim Egloff[14]

## Filmografie (Auswahl)
- 2014: Kokon
- 2014: Nachtschattengewächse
- 2016: Tatverdacht – Team Frankfurt ermittelt